# Sead Ivan Muhamedagić
Sead Ivan Muhamedagić (Skokovi kraj Cazina, 1954. – 4. kolovoza 2021.), hrvatski književni prevoditelj, pjesnik, publicist i samostalni umjetnik.
Diplomirao je germanistiku i južnoslavistiku na Filozofskom fakultetu u Zagrebu. Najviše prijevoda objavio je iz austrijske književnosti. Za prevoditeljski rad dobio je godišnju nagradu Društva hrvatskih književnih prevodilaca (1996.). Objavio je pjesničke zbirke Slijepčev vir i Pop i pop.
Bio je dugogodišnji suradnik Radio Marije i urednik emisije »Prostranstva riječi«.